# Causalidad (estadística)
En estadística, la causalidad se refiere a una relación de necesidad de concurrencia de dos variables estadísticas correlacionadas, probar causalidad entre dos variables implica además de que guarden una correlación positiva, estudiar en casos donde una pueda aparecer sin la otra,

## Introducción
En epidemiologia, el hecho de que dos fenómenos estén estadísticamente relacionados no implica necesariamente que uno sea causa del otro. “Una correlación no implica necesariamente una relación de causa a efecto entre dos factores (Cohen y Manion, 1990: 213), pero la ausencia de correlación
supone ausencia de causalidad" Para poder afirmar la existencia de una relación causal entre dos o más variables, es necesario realizar experimentos rigurosos o cuasi experimentos con una validez interna aceptable (Ibídem).También podían hacerse estudios no experimentales, que "sólo permiten conocer en qué medida [dos o más variables] están vinculadas, aunque a veces el investigador, basándose en ciertos conocimientos previos a su trabajo, puede interpretar una asociación hallada en términos de causa y efecto. No deben ser vistos sin embargo como inferiores a los experimentales" (Ibídem), aunque las razones de esto son muy difíciles de explicar.
En la mayoría de los casos es imposible realizar experimentos rigurosos o cuasi experimentos, por razones éticas y prácticas, por lo que se recurre a estudios analíticos retrospectivos (también llamados ex post facto y no experimentales retrospectivos, Ibídem): Se toman dos grupos, uno con el efecto (por ejemplo, enfermedad) y otro sin él ("sanos"), y se estudia, de manera retrospectiva, cuál fue el grado de exposición a la hipotética causa (factor de riesgo) en cada caso.
No obstante ello los estudios analíticos prospectivos suelen ser los que garantizan - dentro de los límites de confianza estadística fijados - las asociaciones causales más fuertes.
A falta, entonces, de una prueba experimental idónea se han postulado una serie de criterios cuyo cumplimiento garantiza que la asociación no sea "casual", sino "causal". Los más conocidos son los formulados por Sir Austin Bradford Hill:
- Fuerza de la asociación, estimable mediante las medidas estadísticas correspondientes.
- Gradiente o efecto dosis-respuesta (a mayor dosis de la causa, mayor cantidad del efecto).
- Secuencia temporal.
- Consistencia, o repetición del mismo resultado en otros estudios.
- Coherencia con otros hallazgos.
- Analogía con otros fenómenos.
- Verosimilitud biológica, es decir, existencia de un mecanismo biológico que explique la relación causa-efecto de forma razonablemente posible.
- Especificidad.
- Evidencia experimental, demostración mediante estudios experimentales.

## Factor condicionante
Un factor condicionante es una variable que parece influir causalmente en otra variable, llamada efecto; aun cuando el factor condicionante no sea la única causa eficiente para el efecto. Formalmente A es un factor condicionante de B si se cumple la siguiente relación entre las probabilidades condicionadas:

(1){\displaystyle P(B|A)>P(B|{\bar {A}}),\qquad {\mbox{con}}\ P(A)\neq 0}

Es decir, la probabilidad de que se dé B dado que sabemos que está ocurriendo A, es mayor que la probabilidad de que se dé B dado que sabemos que no ocurre A. Esto generaliza la idea de causa, ya que si "A es causa de B" la relación (1) se cumple trivialmente ya que se tiene:

{\displaystyle P(B|A)=1,\ P(B|{\bar {A}})=0}

La idea del factor condicionante, tiene la ventaja de que en ocasiones es difícil demostrar estadísticamente que "A es causa de B", aunque es relativamente fácil de argumentar la validez estadística de que "A es un factor condicionante de B".

### Formas alternativas
Si además sucede que {\displaystyle 1>P(A)>0}, la relación (1) también puede escribirse como:

(1b){\displaystyle P(B)>P(B|{\bar {A}}),\qquad {\mbox{o}}\qquad P(B|A)>P(B)}

Por ejemplo para demostrar la primera relación, basta considerar las siguientes identidades:

{\displaystyle {\begin{matrix}P(B)=P(B|A)P(A)+P(B|{\bar {A}})P({\bar {A}})=P(B|A)P(A)+P(B|{\bar {A}})(1-P(A))\\\Rightarrow P(B)=P(B|{\bar {A}})+P(A)[P(B|A)-P(B|{\bar {A}})]\geq P(B|{\bar {A}})+\varepsilon \end{matrix}}}

Siendo:
{\displaystyle \delta :=P(B|A)-P(B|{\bar {A}})>0}
{\displaystyle \varepsilon =P(A)\delta >0}
Similarmente, se puede demostrar la otra identidad:

{\displaystyle {\begin{matrix}P(B)=P(B|A)P(A)+P(B|{\bar {A}})P({\bar {A}})=P(B|A)(1-P({\bar {A}}))+P(B|{\bar {A}})P({\bar {A}})\\\Rightarrow P(B)=P(B|A)+P({\bar {A}})[P(B|{\bar {A}})-P(B|A)]\leq P(B|A)-{\bar {\varepsilon }}\end{matrix}}}

Donde:
{\displaystyle {\bar {\varepsilon }}=P({\bar {A}})\delta >0}